# Amazohoughia argentifrons
Amazohoughia argentifrons är en tvåvingeart som beskrevs av Townsend 1934. Amazohoughia argentifrons ingår i släktet Amazohoughia och familjen parasitflugor. Inga underarter finns listade i Catalogue of Life.